# Bom Jesus dos Perdões
Bom Jesus dos Perdões è un comune del Brasile nello Stato di San Paolo, parte della mesoregione Macro Metropolitana Paulista e della microregione di Bragança Paulista.